# Peintures (Segalen)
 (mai 2019).
- Si vous ne connaissez pas le sujet, laissez ce bandeau (vous pouvez alors contacter les auteurs).
- Si vous supprimez le contenu mis en cause (vous pouvez préalablement contacter les auteurs),

argumentez précisément cette suppression dans la page de discussion
(un manque de référence n'est pas un argument ; une recherche réelle de référence doit avoir été effectuée, être formellement documentée).
Pour les articles homonymes, voir Peinture.
Peintures est un recueil de poèmes en proses de Victor Segalen, publié pour la première fois en 1916 dans la Nouvelle Collection Les Proses chez l'éditeur Georges Crès et Cie.
L'auteur présente dans l'introduction de son œuvre ses poèmes comme des « peintures littéraires », des textes qui présentent le « spectacle » des peintures traditionnelles chinoises au lecteur.
Le recueil est dédié au peintre George-Daniel de Monfreid, ami de Victor Segalen, et qui illustrera les couvertures d’une édition de René Leys et du recueil Les Immémoriaux.

## Genre et genèse

### Peintures: reprographie littéraire ou œuvre poétique?
La question des sources dans les œuvres de Segalen fait débat chez les critiques. Si le recueil Peintures apparaît bien comme une série de description d’œuvres d’art chinoises, la poète ne mentionne nulle part de tableau particulier, ni même d'artiste.
On sait[Qui ?] du recueil qu'il trouve son origine dans un projet d’essai sur la peinture chinoise, et qui mutera courant 1912 en une œuvre poétique pour être publié en 1916. Paul Klee, dans sa Théorie de l’art moderne, considère l'invention par Victor Segalen d'un nouveau genre, à ranger sous l’étiquette « d'équivalent littéraire à la peinture » plutôt que de Peintures même. Cette affirmation se trouve d’ailleurs justifié par l’œuvre, qui expose occasionnellement l’absence d’une origine picturale à la description.
L'ouverture des Quatre peintures dioramiques pour les néoménies des saisons, par exemple, souligne de manière presque immédiate son rapport ambiguë à l’ekphrasis.
« Voyez… Je vous avais promis des soies encollées, des panneaux pleins, des frottis d’or au fond de grottes… Mais d'elles-mêmes les soies ont déchiré, les panneaux, crevé ; vous ne trouvez plus de surface ni de qualités connues dans la couleur : ni porcelainique — malgré l’éclat — ni embaumée malgré la profonde étendue… Que voulez-vous ! Être esclaves ? Ceci est peint par la couleur du jour et des saisons ; ceci est peint sur ciel changeant par les signes de beau temps ou de tempête !» « Quatre peintures dioramiques pour les néoménies des saisons », Peintures magiques
Ce « manque », établit dès l'introduction par l'auteur : « … Vous n'êtes pas déçus ? Réellement, vous n’attendiez pas une représentation d'objets ? Derrière les mots que je vais dire, il y eut parfois des objets ; parfois des symboles ; souvent des fantômes historiques… »
pousse ainsi le lecteur à se concentrer sur un autre projet, d’ordre mélodique et évocatoire.

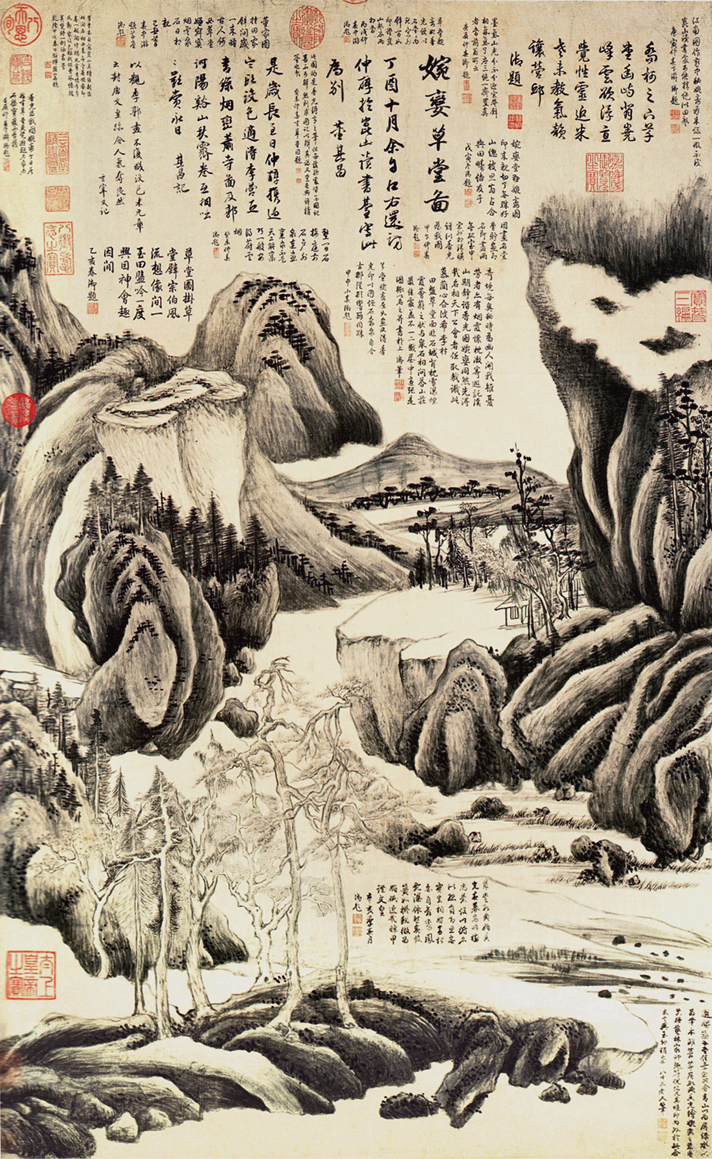
Le Hall de Chaume de Wanluan, Dong Quichang, 1597 (dynastie des Ming)

### La tradition de la peinture littéraire en Chine
Parmi la multiplicité des mouvements artistiques chinois, Segalen apprécie particulièrement la peinture littéraire, dans laquelle des poèmes, des textes ou des notes sont ajoutées sur l’œuvre. Cela le distingue, selon Bei Huang, de Paul Claudel, qui lui apprécie plus les calligraphies illustrées, où le texte est plus important que la représentation picturale.
Il est alors courant de voir le peintre préciser le lieu ou un détail de la peinture en écrivant sur la toile. Les propriétaires de la peinture peuvent aussi écrire directement sur le tableau, pour communiquer leur enthousiasme face à sa beauté.
Cette tradition du « commentaire » inspire à Segalen sa « peinture parlée », qu'il qualifie aussi de « boniment ».

### Une appartenance au cycle chinois?
Dans la préface des Œuvres Complètes de Victor Segalen, volume 2 (Cycle chinois et Cycle archéologique et sinologique) publiée dans la collection « Bouquins » en 1995 (Éditions Robert Laffont), le critique Henry Bouillier explique la démarche poétique de Segalen et son rapport à la Chine : malgré la grand variété de forme entre les œuvres du Cycle chinois, comme Stèles, Peintures ou Équipée, il y a selon lui la « même structure spirituelle fondamentale de l'artiste », qui cherche dans l’exotisme et son « esthétique du Divers » un moyen de se redécouvrir par des pratiques poétiques différentes.
Ainsi Segalen lui-même dira : « Le transfert de l'Empire de Chine à l'Empire du soi-même est constant » dans une lettre à Henry Manceron.

## Une posture de conteur?
Segalen affirme dans Stèle, Peintures, Équipée : « Je suis las de l'éternelle attitude du conteur, de celui qui narre. ». Pourtant, ce projet d'évocation, auquel s’ajoute les interventions omniprésentes d'un narrateur première personne (et que le « je » lyrique tendrait à identifier comme l'auteur lui-même) pousse à le considérer ainsi. De plus, la mise en scène de questions rhétoriques, directes et indirectes, d’adresses directes au lecteur, d'impératifs, etc. feint un dialogue en dépit du caractère monologique du texte. L'ambition de l'auteur est de donner à voir non pas des toiles, mais l’arrière-monde (notion chère à Segalen) qui les contient et qu’elles développent. De là le titre de la première partie Les peintures magiques ; un espace réservé, pour lui au « Peintre seul et [à] ceux qui savent voir » (Rondes des Immortels (2)).

## Une esthétique du divers

### L'exotisme: décrire l'Orient ou l'espace du «Divers»
Le poète entreprend de faire imaginer au lecteur des peintures chinoises, et pour cela il recourt à de nombreux procédés afin de créer un sentiment d'exotisme. Il cite des noms chinois fréquemment, et présente les spécificités culturelles de la Chine de plusieurs manières : par la description de l’architecture (« Des toits griffus lancent des Palais dans les nues ».), des habits traditionnels (« ployant élégamment leurs robes à traîne poudrées » ) ou même des tortures et décadences diverses dans la partie « Peintures Dynastiques » du recueil.
Cependant la question des sources vient remettre en question l'authenticité de cet exotisme : « Ces peintures sont donc bien « littéraires », comme j’ai promis dans la dédicace. Imaginaires aussi. » (Segalen, Peintures, Introduction).
Si Segalen ne s'appuie pas toujours sur des peintures réelles, et tire certains textes de son imaginaire propre alors, comme le dit  Mohamed Ridha Bouguerra : « Reste à savoir comment le poète a pu, cependant, revêtir d'un caractère exotique des scènes qui ne relèvent pas d’une Chine réelle et qui ne figurent dans l’album d’aucun Maître  ? Manifestement, Segalen a davantage puisé dans une Chine intérieure de sa propre imagination ».

### Le «Divers» exotique ramené au «Moi» poétique
La Chine devient alors, plus qu'un modèle à décrire, une inspiration, un prétexte à l'élan poétique pour l'auteur. Le poète créé de toutes pièces une image, à la fois étrangère car exotique pour le lecteur, et familière au moins en partie pendant le début du vingtième siècle, période où l’exotisme et l’attraction pour le lointain bat son plein.
Le poète concilie cette dualité entre altérité et intimité en ramenant ses peintures à une unité : ainsi le lecteur est, par l'adresse directe, amené de force à partager l'énoncé avec le poète. « Donc, une certaine attention, une certaine acceptation de vous, et, de moi un certain débit, une abondance, une emphase, une éloquence sont également nécessaires. Convenez de cette double mise au jeu. »
Selon Éliane Formentelli, dans son article Jeu du double ou double jeu , cette figure du double est constitutive de l'écriture du recueil. Auteur et lecteur ont chacun un double présent dans le texte, et les objets représentés par les poèmes se détachent de tout référent réel. Elle cite comme exemple « Portrait fidèle », où le poète décrit une jeune fille qui ne ressemble pas à son modèle. Elle devient une image de ce qu'aurait été celle qu’il aime, si elle l'avait aimé aussi. Cette dualité est rendu visible notamment par les deux « comme » qui n'ont pas la même fonction, mais sont rendus proches par l’architecture du poème, ou par l’usage important du pronom personnel à la troisième personne en fonction de complément d'objet. Les frontières entre les doubles deviennent confuses: le modèle réel devient « l’autre », et est affecté par le coup de poinçon qui est donné à son double. « Tout est un. Deux n'est pas deux ».

## Une poétique du rythme
Cet élan poétique, on le retrouve au travers un jeu d’emphase. Des répétitions très nombreuses, des échos d’un tableau à l'autre, avec une récupération de topoï traditionnels occidentaux, tel le rapport à une forme de clairvoyance qui touche cette fois non l’écrivain lui-même, mais son lecteur – celui qui saura voir, comme lui – outre les traditionnels jeux sonores.
Au delà, un rapport atypique à la temporalité, et qui passe par le cycle, se manifeste à toutes les échelles de l’œuvre. Au sein des tableaux d’abord, comme Cortège et Trophée, Des tributs des royaumes, où l’hypotypose permet de faire se répondre l'ouverture et la fermeture. Au sein des recueils internes ensuite, où les Peintures magiques s’ouvrent et se ferment sur la même composition.

## Réception du recueil en Chine
Selon Bai Yunfei dans son article «La réception de Victor Segalen en Chine», la réception des œuvres de Segalen a connu deux grandes phases en Chine. Dans les années 1930 il est connu du public chinois pour ses textes racontant ses missions archéologiques en Chine. C’est seulement dans les années 1990 que les intellectuels chinois s’intéresse de plus près à ses œuvres littéraires, dont les recueils Stèles et Peintures.
Ainsi en 2010 une nouvelle édition regroupant Peintures et l’Essai sur l’exotisme, traduits en chinois par Bei Huang, a été publiée sous le nom Hua & yiyu qingdiao lun.
L'auteur devient alors la figure d’un écrivain ami de la culture millénaire chinoise, qui lui rend hommage, même s'il l’utilise uniquement comme inspiration pour son élan poétique. Certains universitaires comme Qin Haiying et Bei Huang travaillent en Chine sur des études comparées entre les œuvres de Segalen et des œuvres chinoises, et contribuent à répandre l'œuvre de Segalen en Chine.
Le recueil Peintures inspire même à son tour les peintres, comme le montre l’adaptation en vingt tableaux du poème « Tombeau des T’sin », par le peintre calligraphe Ye Xin.